# Pelargonium brevirostre
Pelargonium brevirostre är en näveväxtart som beskrevs av Ernst Meyer. Pelargonium brevirostre ingår i släktet pelargoner, och familjen näveväxter. Inga underarter finns listade i Catalogue of Life.